# Laura Glitz
Laura Glitz (17 mei 1967) is een voormalig tennisspeelster uit de Verenigde Staten van Amerika.
In 1986 won ze met Jennifer Goodling het damesdubbelspeltoernooi van Schenectady. 
In 1991 stond ze met Renata Baranski in de finale van het WTA-toernooi van Brazilië.